# Варта

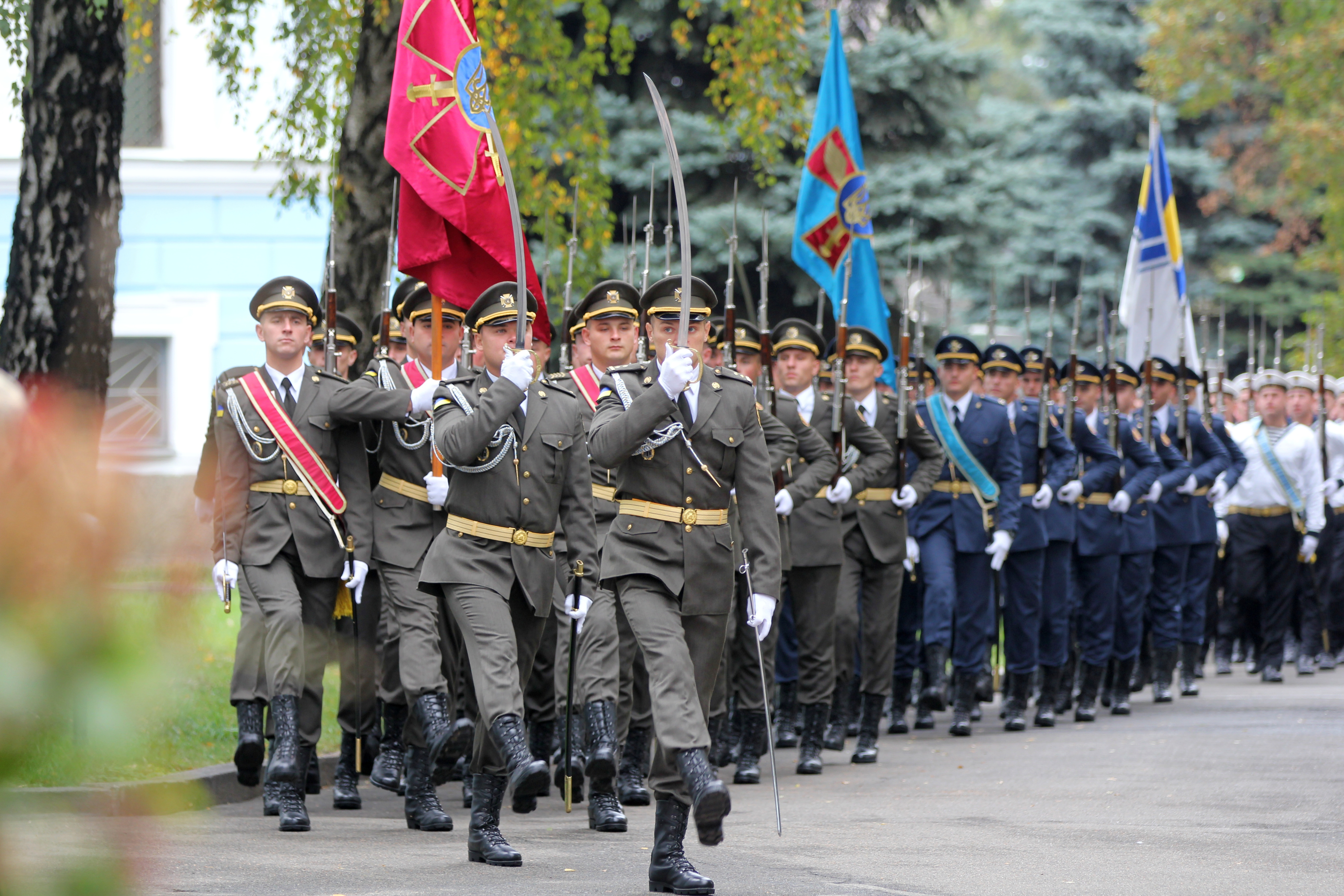
Воїни роти Почесної варти Міністерства оборони України, 2016 рік

Варта — озброєний підрозділ, віднаряджений для виконання бойового завдання з метою охорони і оборони військових об'єктів, бойових прапорів, а також осіб, яких тримають на гауптвахті .
Слово «варта» — запозичення з німецької мови, можливо через польську (пол. warta), походить від дієслова нім. wahren «берегти».

## Різновиди варти
- Гарнізонна варта
- Внутрішня варта
- Тимчасова варта
- Почесна варта
- Постійна варта

## Керівництво вартами і відповідальність за них
Керівництво гарнізонною службою та службою гарнізонних варт від військових частин гарнізону здійснює начальник гарнізону
Відповідальність за стан гарнізонної та вартової служб у підпорядкованих військах (силах) покладається також на всіх прямих начальників.
До гарнізонної та вартової служб залучаються військові частини Збройних Сил України та підрозділи Служби правопорядку, що входять до складу гарнізону. Черговість несення гарнізонної служби та служби гарнізонних варт у гарнізоні військовими частинами визначає начальник гарнізону залежно від їх складу та призначення.
Безпосередньо складати розклад гарнізонних варт, відомість гарнізонного наряду, табелі постів, схеми розміщення постів, інструкції начальникам варт та їх помічникам, черговому варт та його помічникові, а також
складати графік перевірки варт військовими службовими особами гарнізону і подавати їх на затвердження начальникові гарнізону та здійснювати контроль за їх виконанням покладено в обов'язки заступника начальника гарнізону
Періодичність перевірок варт записана в посадових обов'язках кожної посадової особи гарнізону і полку. Зведені таблиці щодо періодичності і порядку перевірки варт містяться у відповідних посібниках з організації служби військ.

## Підпорядкованість варт
Гарнізонні варти підпорядковуються начальникові гарнізону, черговому варт та його помічникові.
Внутрішні (корабельні) варти підпорядковуються командирові військової частини (командирові корабля), черговому частини (корабля) та його помічникові, якщо помічник чергового військової частини (корабля) за військовим званням рівний з начальником варти або старший від нього.
Варти переходять у підпорядкування цим особам із моменту подання під час розводу команди «Струнко» для зустрічі чергового варт (військової частини, корабля), а виходять із їх підпорядкування з моменту подачі начальником варти команди «Кроком руш» для руху в свою військову частину (підрозділ) після зміни.

## Озброєння варт
- Зброя особовому складові варти видається під особисту розписку кожного із складу варти, а боєприпаси — під підпис начальника варти в книзі видачі зброї та боєприпасів[5].
- Особовий склад варти має бути у вартовій формі одягу (додаток 14 до Статуту), озброєний справною, приведеною до нормального бою зброєю (автоматами або карабінами з багнетами). Вартові контрольно-пропускних постів, як виняток, можуть бути озброєні пістолетами. Начальники варт озброюються своєю штатною зброєю.
- Боєприпасами варта забезпечується із розрахунку: на кожний автомат і пістолет — по два споряджені магазини і на кожний карабін — 30 патронів у обоймах. Особливим розпорядженням начальника гарнізону (командира військової частини) варти можуть озброюватися кулеметами з трьома спорядженими магазинами до кожного з них і ручними гранатами на весь склад варти з розрахунку по дві гранати на кожного, а також посилюватися бойовою технікою. Боєприпаси особовому складу варт, крім осіб, які мають на озброєнні пістолети, видаються на вартовому містечку після проведення практичного заняття.
- Розпорядженням начальника гарнізону (командира військової частини, начальника органу управління Служби правопорядку в гарнізоні — для чергових змін Служби правопорядку) у вартовому приміщенні (приміщенні чергової зміни) створюється запас набоїв з розрахунку: на кожний автомат або карабін — по 150 набоїв, на пістолет — по 16 набоїв, які зберігаються в герметичних коробках (цинках) у металевому ящику. У такому ж ящику зберігаються також індивідуальні перев'язувальні пакети для всього особового складу варти (чергової зміни).
- Ручні гранати й запали до них зберігаються у спеціальних металевих ящиках. Запали зберігають окремо від гранат. Книги обліку запасу патронів, гранат і запалів, акт закладки (вилучення) боєприпасів і незаповнені бланки, а також ключі для відкриття цинків зберігаються в тих самих ящиках.

## Склад варти
- начальник варти
- вартові[6]

За потребою до складу варти можуть входити
- помічник начальника варти
- водії транспортних засобів
- помічник начальника варти зі служби вартових собак
- оператор технічних засобів охорони

Для безпосередньої охорони і оборони об'єктів із складу варти виставляють чатових.

## Утримання об'єктів варти
Обов'язки усіх посадових осіб щодо відповідальності за утримання всіх об'єктів варти (починаючи з місць підготовки: клас для проведення теоретичних занять варти, вартове містечко, де відпрацьовуються практичні дії; а також щодо обладнання вартового приміщення, постів, організацію транспортування варти до місць несення служби і перевіряючих осіб,— розписані у статуті гарнізонної і вартової служби; конкретизуються відповідними наказами начальників гарнізонів і командирів військових частин, від яких наряжаються варти.
Як правило, наказом командира військової частини закріплюються підрозділи, відповідальні за утримання кожного об'єкта: класу, вартового містечка, поста, вартового приміщення. Силами цих підрозділів здійснюється поточний ремонт і дообладнання елементів об'єкта.

## Підготовка варт
Підготовка варт організовується та проводиться у три етапи.
Перший етап. За дві — три доби до заступання в наряд командиром роти (батареї) або батальйону (дивізіону) із залученням заступника командира роти (батареї) або батальйону (дивізіону) з виховної роботи, командирів взводів, призначеного начальника варти, старшини підрозділу та представника медичної служби здійснюються добір і розподіл особового складу згідно з табелем постів. При цьому обов'язково враховуються індивідуальні якості, сімейні обставини, наявність ознак нестандартної поведінки військовослужбовців (якщо такі є), стан їх здоров'я, фізична витривалість, практична підготовленість та важливість об'єктів, що охороняються. Призначений склад варти записується до книги добору варт роти (батареї) (додаток 1), підписується посадовими особами, які брали участь у доборі й розподілі особового складу варти, та затверджується командиром роти (батареї). У разі спорядження варти від батальйону (дивізіону) або військової частини ця робота проводиться посадовими особами батальйону (дивізіону) або військової частини. За одну — дві доби до заступання прізвища особового складу варти оголошуються під час шикування.
Другий етап. Напередодні дня заступання військовослужбовців у наряд у години, визначені розпорядком дня військової частини, з особовим складом у класі для підготовки варт проводяться теоретичні заняття з вивчення положень статутів, особливих обов'язків чатових, матеріальної частини стрілецької зброї та заходів безпеки під час поводження з нею. На електрифікованих макетах об'єктів, що охороняються, відпрацьовуються порядок взаємодії між чатовим і резервною групою варти, а також особовим складом варти та черговим підрозділом у разі виникнення екстремальних ситуацій, нападу на варту, об'єкти, що охороняються.
Теоретичні заняття проводяться особисто командиром роти (батареї), від якої призначено варту, командиром (начальником штабу) батальйону (дивізіону), якщо варту призначено від батальйону (дивізіону), а з вартою, призначеною від військової частини, — начальником штабу військової частини або особою, яка його заміщує.
Третій етап. Практичні заняття з особовим складом варти проводяться у день заступання в наряд на вартовому містечку військової частини. На заняттях відпрацьовуються порядок дій чатових на посту, застосування ними зброї, відбиття нападу на вартове приміщення, об'єкти, що охороняються, та зміну, яка прямує на пости та з постів; порядок зміни чатових, приймання та здавання поста; прийоми рукопашного бою; дії та порядок застосування засобів пожежогасіння; порядок заряджання та розряджання зброї, вивчення її матеріальної частини та заходів безпеки під час поводження з нею, інші питання, що враховують особливості практичного несення служби.
Практичні заняття проводяться під особистим керівництвом командира роти (батареї), від якої призначено варту, командира (начальника штабу) батальйону (дивізіону), якщо варту призначено від батальйону (дивізіону), начальника (заступника начальника) штабу військової частини або особи, яка його заміщує, якщо варту призначено від військової частини, із залученням командирів рот (батарей), від яких призначено особовий склад.
До проведення цих занять залучаються офіцери (фахівці) служби ракетно-артилерійського озброєння та начальники фізичної підготовки і спорту (інструктори з рукопашного бою) та служби пожежної безпеки (командир пожежного підрозділу) або особи, які їх заміщають.

## Документи варти
При організації вартової служби передбачений ряд необхідних документів, що є обов'язковими для їх складання, затвердження посадовими особами і виконання.
- В наказі начальника гарнізону (для гарнізонних варт) чи командира військової частини (для внутрішніх варт) по організації гарнізонної (внутрішньої) вартової служби на навчальний рік (період навчання, а з розгортанням нових варт — перед їх розгортанням) розписується кількість і порядок охорони постів, від яких частин, підрозділів і скільки людей наряжаються у варти, порядок їх підготовки, озброєння, заступання у варту, тощо.
- В комплекті документів начальника варти є інструкції кожній посадовій особі варти (начальнику варти, його помічникові, розвідним по кількості постів, вивідним на гауптвахті, вартовим, водіям транспортних засобів, тощо
- В кожній з цих інструкцій обов'язково розписано дій варти у надзвичайній ситуації: при нападі на чатового, пост, склад зміни, вартове приміщення; на випадок пожежі чи стихійного лиха; на випадок проведення мобілізації (отриманні команди «Збір» у військовій частині), тощо
- При отримані зброї кожну одиницю зброї кожен військовослужбовець отримує під особистий підпис в Книзі видачі зброї та боєприпасів роти
- Витяг про видану зброю у вигляді відомості може бути у начальника варти (якщо це передбачено наказом по гарнізону (військовій частині)
- На кожен пост оформляється табель постів. Табель постів кожен вартовий вчить напам'ять і здає заліки в ході теоретичної підготовки варти. Розвідний має знати напам'ять табелі постів всіх вартових, яких від розводить
- На особовий склад варти оформляється Постова відомість варти, де, окрім поіменного складу варти, роблять записи всі особи, яким доручено перевіряти варту (з указанням часу перевірки і конкретних прізвищ і недоліків, що виявлені в ході перевірки).
- Всі постові відомості зберігаються в штабі військової частини (гарнізонні в комендатурі) в поточному році за попередній рік.

## Охорона об'єктів вартою
Охорона об'єктів чатовими здійснюється шляхом патрулювання (обходу) всередині огорожі або за периметром між внутрішньою і зовнішньою огорожами, а також стеженням з вишок (з використанням технічних засобів охорони). Для посилення охорони об'єкта можуть застосовуватися вартові собаки. Окремі об'єкти можуть охоронятися нерухомими чатовими.
У разі організації охорони об'єктів шляхом патрулювання чатовому залежно від огородження об'єкта й особливостей місцевості призначається для охорони та оборони ділянка смуги завдовжки: вдень — до 2 км, уночі — до 1 км, а для об'єктів, які обладнані технічними засобами охорони: вдень — до 3 км, уночі — до 2 км. Для посилення охорони об'єктів під час негоди (туману, завірюхи тощо) розпорядженням начальника гарнізону (командира військової частини) можуть віднаряджуватися додаткові вартові або патрулі. Порядок несення служби додатковими вартовими й патрулями визначається начальником гарнізону (командиром військової частини).
Чатові пересуваються за маршрутами руху пішки із швидкістю, що забезпечує надійну охорону об'єкта, роблячи короткі зупинки для огляду місцевості, технічних засобів охорони й огорожі, а також для доповіді за допомогою засобів зв'язку начальникові варти про несення служби або подачі визначеного сигналу під час проходження пунктів сигналізації.
За умови хорошої видимості, якщо умови місцевості дозволяють, чатові можуть вести нагляд за об'єктами, які підлягають охороні, і підступами до них із спостережних вишок цілодобово.
З числа змін вартових створюються резервні групи, які у разі сигналу тривоги за командою начальника варти, його помічника або розвідного прибувають на місце події і діють залежно від обставин

## Варта, вартування, вартівниця

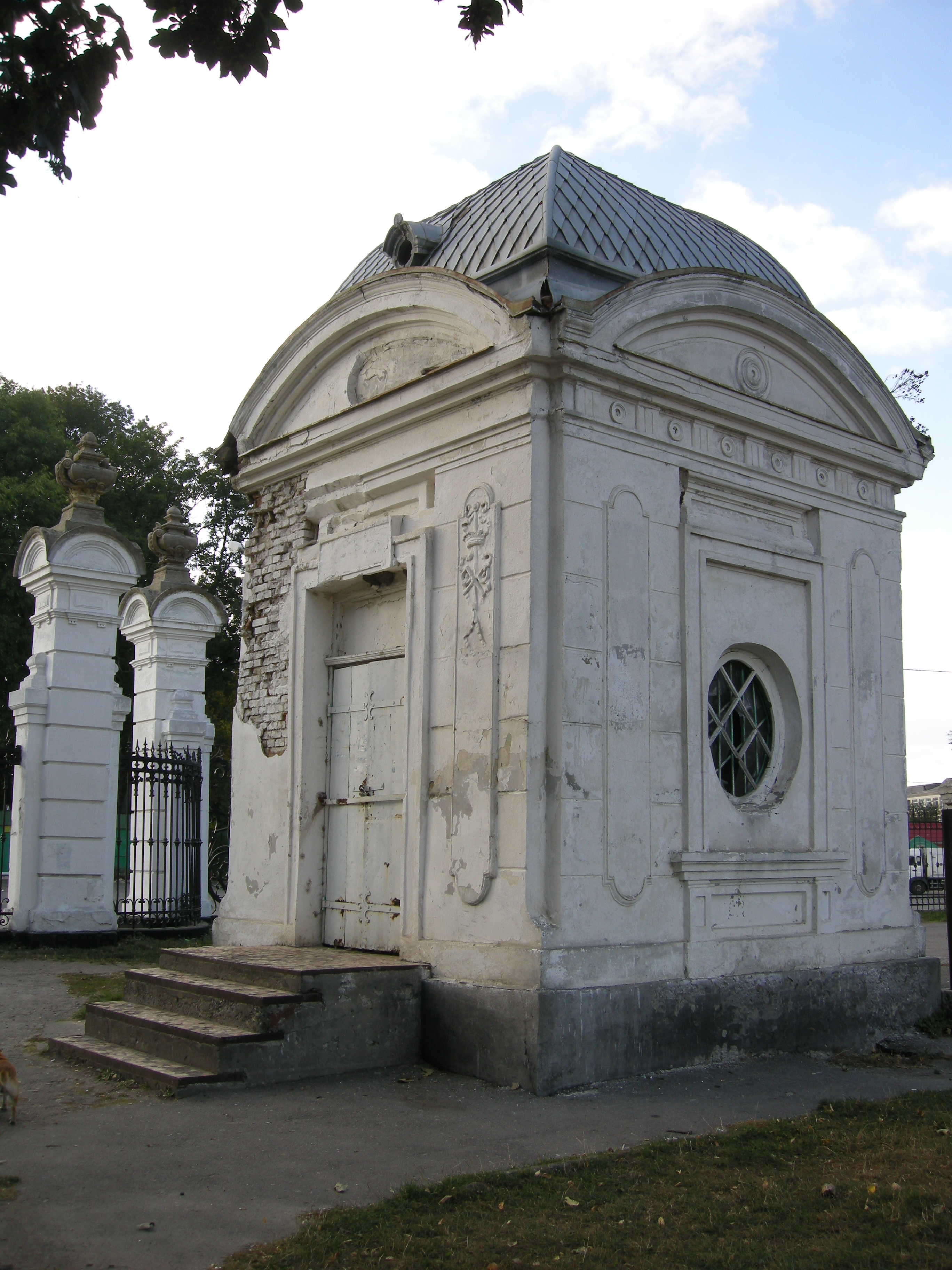
Садиба Антоніни, Україна. Вартівниця перед парадним двором.

Європейська цивілізація належить до цивілізацій війни. В шляхетській культурі войовнича справа, формування армій і ведення війн були віднесені до престижних справ, вартих шляхетного і пільгового стану суспільства та представників королівських (або імператорських) родин.
Пишний побут королівських родин, феодальних дворів був згодом розповсюджений і на почесну варту та на приміщення для неї. За переказами, папа римський звернувся з наказом до Мікеланджело Буонарроті, аби той розробив парадний стрій для папської почесної варти, котру традиційно наймали з войовничих швейцарців.
Магнатерія, що переймала пишність побуту королівських родин, теж мала власну варту. Для тимчасового перебування вартових на вході перед почесним двором (курдонером) почали будувати вартівниці (одну або дві для симетрії). Особливо часто вартівниці прикрашали садиби у стилі класицизм, навіть якщо останні не використовувались за первісним призначенням. Вартівниця (або сторожка) могла бути з деревини і без дверей, могла бути капітальною спорудою з майже палацовим декором.